# 萬年曆

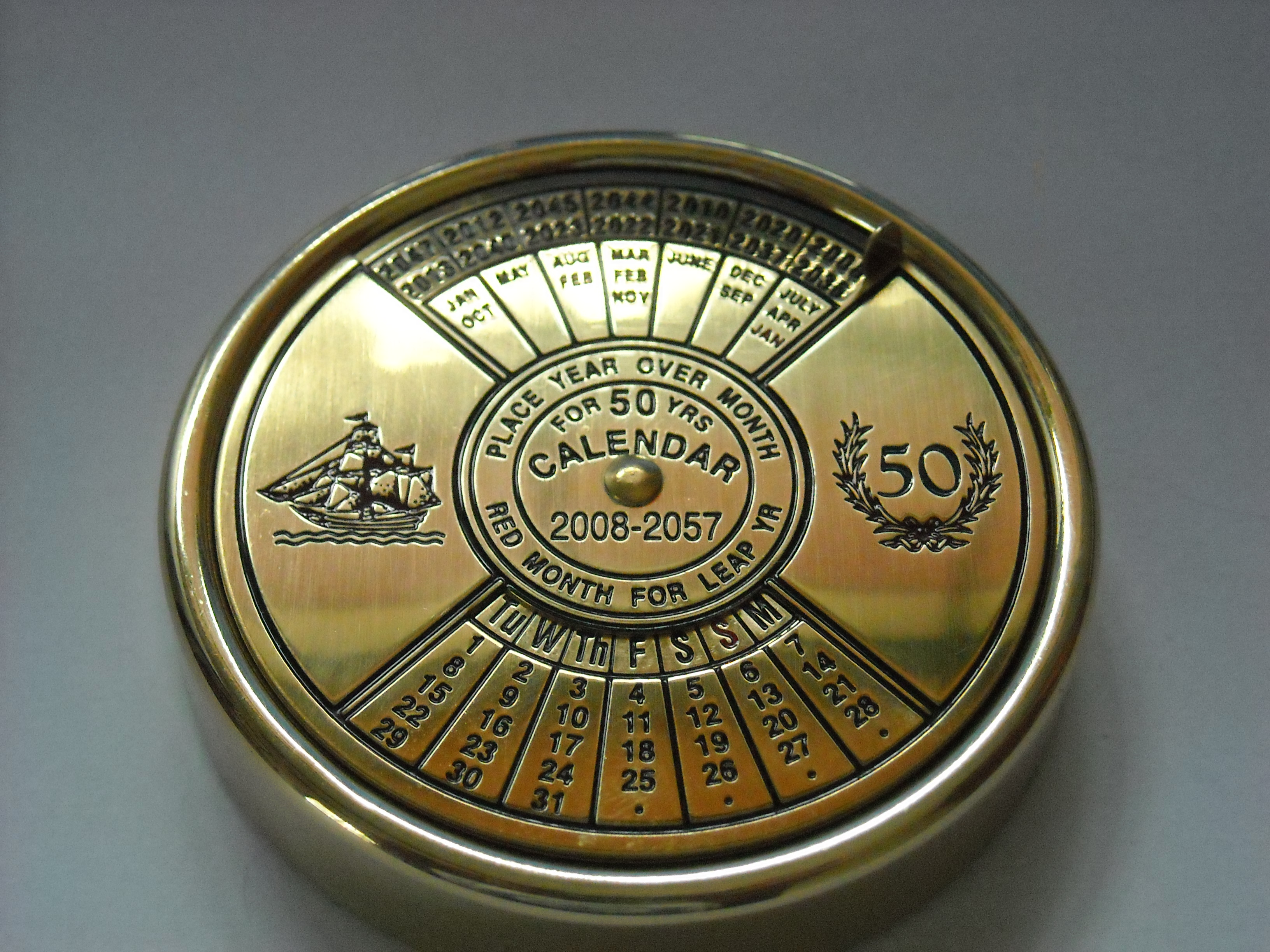
50年的"袖珍曆"，通過轉動月曆調整至當年的月份名稱，可以顯示與推算出每一天的週日。圖中顯示的是2008年的1、4、和7月…..。

萬年曆是可以使用很多年的日曆，通常設計成可以計算未來某一日期在星期中的日子。
對格里曆和儒略曆，萬年曆通常只能包括兩者之中的一種變化：
- 14個月的日曆，再加上一個表來顯示給定的那一年要用哪一些月曆。這些為期一年的月曆被等分成兩組，每組7個月：平年7個月（2月沒有29日的年），每個月由不同的週日開始；另一組是7個閏年用的月曆，同樣每個月由不同的週日開始，共計14個月曆（14個月個別的名稱參見主日字母。）。

## 外部連結
- New Perpetual Calendar for any year （页面存档备份，存于）
- Perpetual Calendar in JavaScript Archive.today的存檔，存档日期2013-07-02